# Tarnefitzer Elbe
Die Tarnefitzer Elbe ist ein Bach in Sachsen-Anhalt.
Sie entspringt nördlich des Dorfes Breitenfeld (Gardelegen) am Fuße der Hellberge und verläuft dann östlich der Ortschaften Eigenthum und Jeggau nach Süden in Richtung Drömling. Im weiteren Verlauf passiert sie Tarnefitz und mündet schließlich als Sichauer Beeke in die Ohre nördlich bei Calvörde. Sie entstand wie die anderen Kanäle im Drömling, durch Urbarmachung des Drömlings, ausgelöst durch Friedrich den Großen (König in Preußen).
Ihrem an die Elbe angelehnten Namen wird sie jedoch hinsichtlich der mitgeführten Wassermenge nicht gerecht. Nur in Zeiten einer starken Schneeschmelze verfügt die Tarnefitzer Elbe über eine erhebliche Wasserführung.